# 加里 (南达科他州)
加里（英語：Gary），是美国南达科他州下属的一座城市。根据2020年美國人口普查，该市有人口240人。